# Pistius undulatus
Pistius undulatus är en spindelart som beskrevs av Karsch 1879. Pistius undulatus ingår i släktet Pistius och familjen krabbspindlar. Inga underarter finns listade i Catalogue of Life.